# Alessandro Centurini
Pour les articles homonymes, voir Centurini.
Alessandro Centurini (Gênes, 28 avril 1830 - Rome, 20 janvier 1916) est un homme politique italien.

## Biographie
Il est le fils d'Ignazio Centurini et de Metilde Lambert. Marchand, armateur, banquier et industriel, Centurini participe à la fondation de la Società Italiana per Condotte d`Acqua en 1880. En 1886, il fonde l'usine hydraulique Centurini à Terni. Construite sur un projet de l'ingénieur Tobia Isolani, cette usine est équipée des machines les plus avancées disponibles sur le marché à l'époque pour le secteur textile. L'usine utilise comme force motrice une dérivation de 8 mètres cubes d'eau par seconde du canal de Nerino.
Le cycle de production implique le traitement de fils et de tissus de jute en provenance d'Inde, pour être transformés principalement en sacs d'emballage. L'usine est équipée d'une teinturerie et d'une imprimerie, et compte 5 000 fuseaux et 300 métiers à tisser. Il y a environ 1 300 employés, principalement des femmes.
En 1902, il reçoit le titre de Cavaliere del Lavoro (chevalier de l'ordre du Mérite du travail) pour l'industrie.
En politique, il est membre du Parlement pendant deux mandats et, en 1909, il est nommé sénateur du Royaume. Il est président et fondateur de la Banca Industriale e Commerciale di Roma (Banque industrielle et commerciale de Rome), qui est submergée par le scandale de la Banca Romana. Il est également président de la Società dell'Acqua Pia Antica Marcia de 1891 à 1915. Après sa mort en 1916, son fils Dario hérite du Jutificio, qui en est le président jusqu'en 1931, date à laquelle il démissionne avec ses fils Ignazio et Alessandro. Le Jutificio fait partie du "Groupe Centurini", qui comprend également d'autres usines de traitement du jute et quelques usines de charbon. Le 18 juillet 1932, la Società Anonima Jutificio Centurini change de nom pour devenir la Società Anonima Jutificio di Terni.
Leur fille, Corinna Centurini, épouse le 23 juillet 1899 Carlo Schanzer, futur sénateur et ministre girolitain. Ils ont deux filles : Fulvia Schanzer (1901-1984), épouse de Giulio Ripa di Meana et mère de sept enfants (dont Carlo Ripa di Meana et Ludovica Ripa di Meana, seconde épouse de Vittorio Sermonti) et Lodovica Schanzer, épouse de Michele Busiri Vici.
La résidence romaine de Centurini est la petite villa du même nom, conçue et achevée en 1874 par l'architecte suisse H. Kleffler, sur la Piazza dell'Indipendenza7 (le quartier dit de Macao, rione XVIII du Castro Pretorio). La villa Centurini est vendue par ses héritiers en 1933 au gouvernorat de Rome. En 1935, il devient le siège du Gymnase de l'école secondaire Giulio-Cesare. À partir de 1936, elle est le siège de l'Institut royal magistral Alfredo Oriani, aujourd'hui le lycée d'État Niccolò Machiavelli.

### Fonctions et titres
- Fondateur de la Société de raffinage du sucre Ligurien-Lombard (1872)
- Fondateur de l'usine de juttes "Centurini" de Terni (1886-fermé le 15 juillet 1972)
- Président de la Società dell'Acqua pia antica marcia (1891-1915)
- Fondateur de la société italienne de canalisations d'eau
- Promoteur de la société métallurgique italienne pour le traitement du cuivre (Livourne)
- Directeur de la Société anglo-romaine pour l'éclairage à Rome
- Président de la Société métallurgique de Livourne
- Membre de la Chambre de commerce et des arts de Rome

## Décorations
- Commandeur de l'Ordre de la Couronne d'Italie
 - Chevalier de l'Ordre du mérite pour le travail